# Parada (Film)
Parada (serbisch Парада Parada) ist ein Spielfilm aus dem Jahre 2011. Regie bei dieser serbisch-kroatisch-slowenisch-mazedonisch-montenegrinischen Koproduktion führte der Serbe Srđan Dragojević, der auch das Drehbuch verfasste. Der Film befasst sich mit LGBT-Rechten im ehemaligen Jugoslawien und wurde als Tragikomödie umgesetzt. Deutscher Kinostart war der 13. September 2012. Die Fernseherstausstrahlung im deutschsprachigen Raum erfolgte am 11. Februar 2015 auf dem deutsch-französischen Sender arte, wo er den Titel Die Parade trug.

## Handlung
Der Tierarzt Radmilo und der Theaterregisseur Mirko, der derzeit als Hochzeitsplaner tätig ist, sind ein junges, in Belgrad ansässiges schwules Paar. Die beiden führen eine ruhige Beziehung, müssen jedoch täglich mit Diskriminierungen durch die homophobe Mehrheit der Bevölkerung fertigwerden. Da sich Mirko mit dieser Situation nicht abfinden kann und will, engagiert er sich als Aktivist für LGBT-Rechte in der Gruppe NGO-Tolerance. Diese plant eine Gay Pride Parade in Belgrad. Radmilo ist zwar nicht grundsätzlich gegen Mirkos Engagement, fürchtet aber die potentiellen Auswirkungen, welche sein öffentliches Wirken hervorrufen kann. Erste Drohungen von Neonazis sind bereits eingegangen. Dies sorgt für Spannungen in der Beziehung.
Micky Limun hingegen ist ein Kriegsveteran und ehemaliger Krimineller, dem nur zwei Dinge im Leben heilig sind – seine Verlobte Pearl (im Original „Biserka“), eine ehemalige Stripperin und seine Englische Bulldogge Sugar (im Original „Šećer“). Nach den Balkankriegen hat er eine Judoschule eröffnet und betreibt nebenbei einen Sicherheitsdienst, der bislang für Politiker und Prominente aus dem Showbusiness tätig war.
Als eines Tages Sugar angeschossen wird, muss Radmilo sie in seiner Tierarztpraxis behandeln, wobei ihm Limun mit dem Tode droht, falls Sugar nicht überlebt. Währenddessen lässt sich Pearl von Mirko, bezüglich der bevorstehenden Hochzeit, mit Limun, beraten. Im Laufe der Beratung treffen auch Limun und Radmilo unabhängig voneinander ein und es kommt zu einer Konfrontation, bei der Mirko verletzt wird. Pearl, die liberal eingestellt ist, reagiert zornig und enttäuscht über das Verhalten ihres Verlobten.
Da Mirko klar ist, dass die Drohungen der Hooligans und Neonazis ernstzunehmen sind, wendet er sich mit seiner Gefolgschaft an die Belgrader Polizei, um dort Unterstützung zu erbitten. Dort weist Polizeiinspektor Kecman seine Bitte zurück. Radmilo weiß sich nicht anders zu helfen und sucht ohne Mirkos Wissen Limun auf, um dessen Sicherheitsdienst zu beauftragen. Der homophobe Limun macht ihm deutlich klar, dass er den Auftrag nicht annimmt. Nachdem jedoch Pearl von der Angelegenheit erfährt, stellt sie Limun ein Ultimatum: entweder er nimmt den Auftrag an, oder die Hochzeit wird abgesagt. Da Limun Pearl nicht verlieren will, sagt er widerwillig zu. Seine Angestellten sind jedoch ebenso höchst homophob und quittieren den Dienst, nachdem sie vom neuen Auftrag erfahren. Nach einigen Überlegungen, fällt ihm eine letzte Möglichkeit ein. Er reist nach Kroatien, Bosnien und Herzegowina und in den Kosovo, um alte Kriegsgegner- und -bekannte um Unterstützung zu bitten. In Gedenken an „alte Zeiten“ sagen diese Hilfe zu.
Weil die Niederlassung der NGO-Tolerance zum wiederholten Male mit Molotowcocktails angegriffen wurde, lädt Pearl einige der Aktivisten zu sich nachhause ein. Im Laufe des Geschehens freunden sich Limun und Radmilo, welcher ihn auf seinen Reisen begleitet, an. Limun zeigt Verständnis für die schwierige Lebenslage der LGBT-Bevölkerung in Serbien.
Limun ist bewusst, dass seine kleine Truppe aus Kriegsveteranen und LGBT-Aktivisten den Hooligans und Neonazis hoffnungslos unterlegen ist. Aus diesem Grund sucht er seinen Sohn Vuk, aus erster Ehe, auf, welcher einer Neonaziorganisation angehört und bietet ihm Geld, um ihn und seine Mitstreiter dazu zu bewegen, die Gay Pride Parade nicht zu attackieren. Das Gespräch eskaliert schnell und Limuns Ex-Frau Tamara wirft ihn aus der Wohnung. Auch Polizeiinspektor Kecman, ein alter Bekannter aus den Reihen der Belgrader Polizei, verlacht Limun hämisch, als dieser ihn um Unterstützung bittet. Limun kann sich nicht beherrschen und wird handgreiflich, woraufhin er von brutalen Schlägern krankenhausreif geprügelt wird.
Am Tag der Belgrader Gay Pride Parade sieht sich Limun, mit den LGBT-Aktivisten, Kriegsveteranen und der hinzugestoßenen Pearl, einer Überzahl von Hooligans und Neonazis sowie seinem Sohn Vuk gegenüber. Einige der Aktivisten verlieren den Mut und verlassen die Parade. Mirko ergreift das Wort und hält eine berührende Ansprache, die zahlreiche Aktivisten bewegt zu bleiben. Es kommt dennoch zum erbitterten Kampf, in welchem Vuk überraschend mit seinem Vater auf der Seite der LGBT-Aktivisten kämpft. Unerwartet wird der Tumult von einer heranrückenden Spezialeinheit der Belgrader Polizei, vor der die Hooligans und Neonazis fliehen, beendet. Limuns alter Bekannter, Polizeiinspektor Kecman, kam doch noch. Allerdings zu spät, denn Mirko erliegt noch vor Ort seinen schweren Verletzungen.
Ein Jahr später marschiert die Gay Pride Parade durch Belgrad, bewacht von unzähligen Polizisten. Mit dabei sind Radmilo, Pearl, Limun, die Aktivisten sowie die Kriegsveteranen. Da Mirkos Traum von der Belgrader Parade nun wahr geworden ist, streut Radmilo Mirkos Asche während der Parade in den Wind.

## Hintergrund
Für Dragojević, der mit Lepa sela, lepo gore (engl. Titel: Pretty Village, Pretty Flame/dt. Titel: Dörfer in Flammen) und Rane (engl. Titel: The Wounds) bereits einige Kultfilme im ex-jugoslawischen Kulturkreis gedreht hat, war Parada der siebte Film.
Die Idee zu Parada kam ihm 2001, nachdem er zornig die Berichterstattungen, über die Gewaltausschreitungen auf der ersten serbischen Gay Pride im Fernsehen sah. Erste Entwürfe des Drehbuches schrieb er 2004, um es 2007 zu vervollständigen. Zu diesem Zeitpunkt war er sich noch nicht sicher, in welches Genre er das Drehbuch betten möchte. Er entschloss sich für eine politisch unkorrekte Komödie, wie er sagt und überarbeitete das Drehbuch nochmals 2008. Dragojević gibt an, seinen Film bewusst nicht als Arthouse-Drama inszeniert zu haben, da er sich nicht an liberale Menschen richtet, sondern an den homophoben Durchschnittsbürger, welchen man, seiner Auffassung nach, mit einem hermetischen Kunstfilm nicht erreicht, sondern mit Unterhaltung.
Die Dreharbeiten fanden zwischen September 2010 und März 2011 statt. Gefilmt wurde unter anderem in Belgrad, Pag, Rab, Obrovac und Bitola.
Die Produktionskosten betrugen 1,3 Millionen Euro, während die Einnahmen allein im ex-jugoslawischen Raum 4,0 Millionen Euro betrugen. Mitfinanziert wurde der Film vom European Council’s Eurimages fund, dem Croatian Audio-Visual Center (HAVC), dem serbischen Kultusministerium, dem slowenischen Kultusministerium, dem mazedonischen Kultusministerium, dem montenegrinischen Kultusministerium, den Botschaften Deutschlands, der Niederlande, Frankreichs (jeweils in Belgrad) und den serbischen Unternehmen Dunav Osiguranje, Prva Srpska Televizija sowie Serbia Broadband (SBB). Dragojević beklagte, unzählige Unternehmen hätten abgelehnt einen Film mit LGBT-Thematik zu unterstützen.
Die Schlussszene wurde auf der wirklichen Belgrader Gay Pride 2010 gefilmt. Oft kritisiert wurde die Tatsache, dass im gesamten Film kein einziger Kuss zwischen dem schwulen Paar zu sehen ist. Dragojević erklärt dazu, er hätte vermeiden wollen, dass diese Zärtlichkeiten das einzige Gesprächsthema sind, da sein Film eine deutlich wichtigere Botschaft vermitteln soll.
Das Filmplakat, das im ehemaligen Jugoslawien Verwendung fand, zeigt eine abgewandelte Darstellung von Michelangelos Die Erschaffung Adams, bei welcher Gottes Hand die Hand Adams berührt. Auf dem Filmplakat ist dagegen ein Stinkefinger (Phallussymbol) sowie eine Hand, deren Symbolik zweideutig ist, abgebildet. Zum einen ist es ein Scherensymbol, zum anderen kann es aber auch als serbischen Gruß gedeutet werden. Beides stellt für das Phallussymbol eine Bedrohung dar (Kastration und Patriotismus, Nationalismus). Das Plakat wurde in zwei Versionen veröffentlicht. Bei dem im ehemaligen Jugoslawien verwendeten Plakat werden beim Stinkefinger Zeige- und Ringfinger geknickt, während bei dem auf internationalen Festivals verwendeten Plakat die restlichen Finger zur Faust geballt werden.
Trotz des für südost- und osteuropäische Verhältnisse schwierigen Plots, um Homophobie und Nationalismus, war Parada im gesamten ehemaligen Jugoslawien ein großer Erfolg. Insgesamt sahen den Film fast 600 000 Zuschauer, was angesichts der demografischen Gegebenheiten, der teilweise dünnen Kinodichte, z. B. in Bosnien und Herzegowina sowie Mazedonien, aber auch illegalen Vertrieb durch Raubkopien und Internetdownloads, eine Sensation ist. Parada ist somit der meistgesehene ex-jugoslawische Film seit dem Auseinanderbrechen des sozialistischen Jugoslawien. Im Film finden auch zwei jugoslawische Evergreens Verwendung. Zum einen Tvoja barka mala, von Ljupka Dimitrovska sowie Ne može nam niko ništa, von Mitar Mirić. Dragojević, welcher sich als Jugoslawe versteht, wertet es als äußerst positiv, dass Parada in allen ex-jugoslawischen Republiken gleichermaßen erfolgreich ist und hebt hervor, in der Kooperation sei der Schlüssel des Erfolges.
Dragojević rechnete in Kroatien mit zwischen 30 000 und 40 000 Zuschauern. Nach dem guten Start prognostizierte der Filmverleih 60 000, was mehr ist, als für gewöhnlich alle kroatischen Filme zusammen erreichen. Das Endergebnis waren 163 227 Zuschauer, was Parada zum erfolgreichsten serbischen Film nach dem Krieg macht und zum zweiterfolgreichsten Film in Kroatien überhaupt, nach Kako je počeo rat na mom otoku (engl. Titel: How the War Started on My Island).
In Serbien wurden vom Bildungsministerium Projektionen für Schulen befürwortet. Lehrkräfte sollten im Rahmen des Gemeinschaftskundeunterrichts mit ihren Klassen Vorstellungen besuchen und anschließend im Unterricht konstruktiv über den Inhalt diskutieren. Diesbezüglich fanden kostenlose Vorabprojektionen für Bildungspersonal statt. Im kroatischen Dubrovnik gehörte das einzige zu dieser Zeit geöffnete Kino, das Visia, der Diözese Dubrovnik, die entschied den Film nicht in das Programm zu nehmen. Dadurch wurde der Film effektiv in Dubrovnik von der Katholischen Kirche verboten.
Parada war in der engeren Auswahl, als serbischer Kandidat, für den Auslands-Oscar. Die Wahl fiel jedoch auf den Film Kad svane dan (engl. Titel: When Day Breaks), von Goran Paskaljević.
In Deutschland waren die Pressestimmen überwiegend positiv. Als besonders erfreulich sah Dragojević den Umstand, dass sein Film auf der Berlinale drei Preise, von recht unterschiedlichen Lagern erhielt. Sowohl die Kirchenvertreter, als auch die LGBT-Community bedachten sein Werk mit Anerkennung und Preisen. Der Film wurde bundesweit von insgesamt 45 Kinos ins Programm aufgenommen, wobei es sich vorzugsweise um Arthouse-Kinos handelte. Nach dem ersten Wochenende war Parada auf Platz 4 der Arthouse Charts der AG Kino-Gilde. Damit war Parada der höchste Neueinstieg und ließ Filme wie Wir wollten aufs Meer, oder Das grüne Wunder – Unser Wald hinter sich. Nach dem zweiten Wochenende befand er sich auf dem 6. Platz, nach dem Dritten verschwand er aus den Top Ten der Arthouse Charts in Deutschland. Von den damals gleichzeitig gestarteten Filmen befand sich nur noch Das grüne Wunder – Unser Wald darin.
In Österreich lief der Film am 1. März 2012 an und in der Schweiz am 24. Juli 2012. Bis September 2012 wurde Parada in 21 Länder, für die Kinodistribution, verkauft.

## Kritiken
„Manchmal muss Humor so durchgeknallt sein wie die Realität, die er widerspiegelt. Parada ist ein irrwitziges Meisterstück. […]
Parada ist witzig, charmant, intelligent und vor allem geprägt von Menschenliebe. Dabei spielt der Film vor allem mit der Strategie, Gemeinsamkeiten in Menschen zu finden, die unterschiedlicher nicht sein könnten. Doch aufgepasst. So humorig es auch wird, der Film bleibt trotz allem in der Realität verhaftet und die ist in Serbien eine noch immer sehr grausame.“

„[…] mischt Dragojevic munter Elemente aus Road- und Buddymovie, Screwball-Komödie und Culture-Clash zu einem gemütlichen, schwarzhumorigen Treiben zusammen, dessen Personal extreme Karikaturen sind, die man aber doch ernst nehmen soll (was gar nicht so einfach ist). Genüsslich überführt er Machos der Heuchelei, markiert nicht nur in ‚Ben Hur‘ homoerotische Männlichkeitsrituale und entlarvt die wahren Feiglinge, sobald das Himmelfahrtskommando – die glorreichen Sieben gegen 2000 Hooligans – ausrückt. […] ‚Parada‘ mag mit der Versöhnung ehemaliger Feinde und einem zaghaften moralischen Wandel eine dicke Message transportieren – ist aber ein Pamphlet, das tatsächlich wirkt und jeden seiner Festival-Preise redlich verdient hat.“

„Parada ist eine respektlose Parodie und nimmt auf ganz wunderbare Weise alles und jeden auf den Arm. Grenzüberschreitungen werden dabei in jeglicher Hinsicht zum komödiantischen Prinzip. […] Parada arbeitet ganz nach parodistischem Prinzip mit allerhand verschiedener Stereotypen. Genauer gesagt besteht Dragojevićs Anliegen darin, ohne jegliches Moralisieren mit Hilfe dieser Stereotypen über die Ebene des Stereotypischen hinaus zu kommen. Sicher, er benötigt dazu die Klischees, aus denen sich Stereotypen zusammensetzen, um damit an die Erwartungen des ‚durchschnitts-homophoben Zuschauers‘ (Dragojević) zu appellieren, die er anschließend überraschend düpiert. Das Mittel hierzu ist eine übersteigerte Verzerrung in der Inszenierung. Einer allzu tragischen Wirklichkeit und dem immensen Bollwerk des Machismo der Balkanregion kommt man in diesem Fall mit Übertreibung viel näher als mit abbildendem Realismus. […] Noch mehr des Lobes: Parada versteckt sich nicht hinter dem eigenen Humor, indem er konstant auf der lustigen Ebene verbleibt. Gegen Ende hält die tragische Realität Einzug in den Film.“

„Im fetzigen Stil eines Kusturica hat Dragojevic hier eine Komödie hingepfeffert, die es in sich hat. Sie ist lustig und derb zugleich, reichlich grob, dazu überspitzt, aber originell und temporeich, keine Sekunde langweilig. Und dabei bleibt es keineswegs. Denn zwei wichtige ethische Gesichtspunkte und Forderungen sind mit hineinverwoben. Erstens wird, geschickt serviert, für unbedingte Toleranz zugunsten der Homosexuellen geworben, zweitens die längst und dringend nötige Verständigung zwischen den Balkanvölkern angemahnt, die sich nach zehn Jahren tatsächlich langsam anbahnt (allerdings nicht bei allen). Sehr lebhafte, ganz schön originelle und bedenkenswerte serbische Tragikomödie über zwei akute Probleme der Balkanvölker.“

„Ganz dem typisch überdrehten Balkan-Kino folgend, erzählt Dragojevic diese Geschichte mit viel Klamauk und Situationskomik. Wie ernst der reale Hintergrund des Films ist, wird dabei allerdings nie vergessen und sorgt für die Balance zwischen Komödie und Drama, die ‚Parada‘ erst wirklich bemerkenswert macht. […] Indem sich Dragojevic über die Marotten und Vorurteile aller Beteiligten lustig macht, schafft er es Klischees gleichzeitig zu benutzen und zu unterlaufen. Dass die Völkerverständigung auf dem Balkan in Wirklichkeit nicht ganz so einfach abläuft, wie in der Phantasie dieses Films liegt auf der Hand. Zwar fand die Gay Pride Parade 2010 statt, doch wie in den Schlusstiteln zu lesen ist, mussten die wenigen hundert Demonstranten von 5000 Polizisten beschützt werden. Und auch an den tagtäglichen Angriffen auf Homosexuelle hat sich nichts geändert. Doch dass ‚Parada‘ auf dem Balkan ein solcher Erfolg war, macht Hoffnung und lässt Srdjan Dragojevics Film umso wichtiger erscheinen.“

„Mit satirischer Schärfe nimmt Regisseur Srdjan Dragojevic die Machokultur und die Homophobie im ehemaligen Jugoslawien aufs Korn. Schade nur, dass er seine respektlose Geschichte am Ende in Melodramatik ertränkt. Erfrischend derbe Balkansatire mit einem verunglückten Finale.“

„Während der Film über die gesamte Spielzeit einen humorvollen Charakter an den Tag legt und neben dem Aufräumen mit Vorurteilen auch die Kriege im Balkan durch gezielt bissige Sprüche ins Lächerliche ziehen will, hat das Ende einen so dramatischen Ansatz, dass er irgendwie nicht zum bisherigen Verlauf passen möchte. […] Das unpassende Ende wirkt aufgesetzt, herbeigesehnt und in seiner Intention nicht wirklich schlüssig. […] Weder Fisch noch Fleisch. Ein so wichtiges Thema wie die homophobe Grundeinstellung in den Balkanstaaten braucht klare Konturen. Doch Srdjan Dragojevic möchte Komödie und Drama verbinden, überzeugt aber in beiden Einzelteile nicht wirklich und bringt dadurch nur einen mittelmäßigen, überlangen und nicht sonderlich humorvollen Film auf die Kinoleinwand.“

## Auszeichnungen (Auszug)
- Berlinale 2012 – Panorama-Publikumspreis
- Berlinale 2012 – Preis der Ökumenischen Jury – Besondere Erwähnung
- Berlinale 2012 – »ELSE« – Der Leserpreis der Siegessäule
- Filmfest Freiburg 2012 – Publikumspreis
- Toronto LGBT Film Festival 2012 – Publikumspreis
- Cinemacity Festival 2012 – Publikumspreis
- FIPRESCI-Preis Serbien – Bester Spielfilm 2011
- FIPRESCI-Preis Serbien – Nikola Kojo – bester männlicher Hauptdarsteller 2011
- Pula Film Fest 2012 – Goldene Arena (Bestes Drehbuch)
- Pula Film Fest 2012 – Hristina Popović – beste weibliche Hauptdarstellerin
- Film Screenplay Festival 2012 – Bestes Drehbuch